# Кічула Григорій Федорович

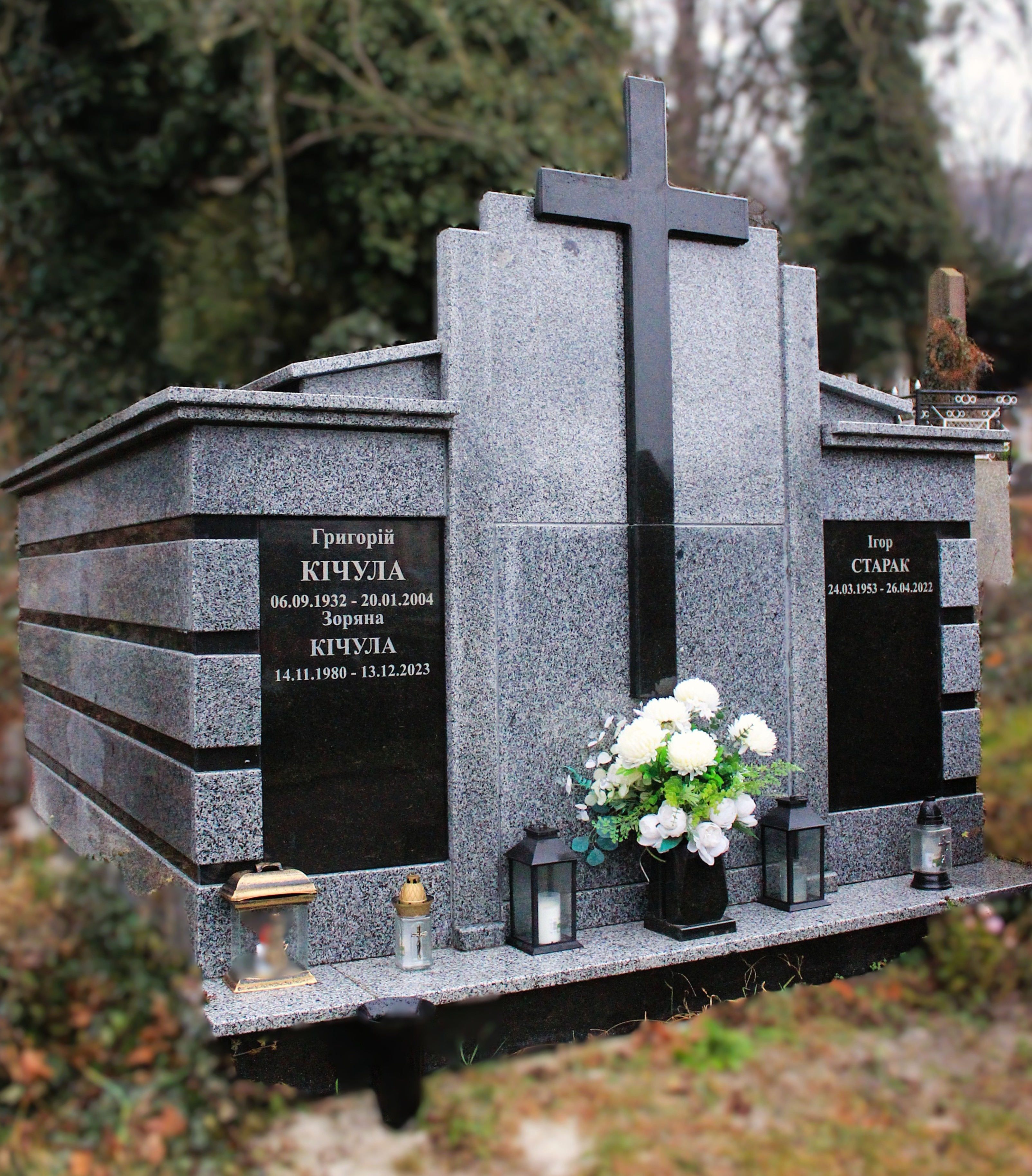
Гробівець родин Григорія Кічули та Стараків.

Григорій Федорович Кічу́ла (6 вересня 1932, Фірлеїв‎ — 20 січня 2004, Львів) — український художник декоративно-ужиткового мистецтва, живописець, монументаліст; член Спілки радянських художників України з 1967 року.

## Біографія
Народився 6 вересня 1932 року в селі Фірлеєві (нині село Липівка Івано-Франківського району Івано-Франківської області, Україна). Протягом 1961—1967 років навчався у Львівському інституті прикладного та декоративного мистецтва у Данила Довбошинського, Дмитра Крвавича, Романа Сельського, Михайла Гладкого, Юрія Лащука, Валентина Борисенка. Дипломна робота — композиція «Веснянки» (кам'яна маса, ангоби, емалі; керівник Зеновій Флінта; Львівський історичний музей).
З 1971 року викладав на архітектурному факультеті Львівського політехнічного інституту; у 1993—2004 роках — доцент кафедри дизайну та основ архітектури Інституту архітектури Львівської політехніки. Мешкав у Львові в будинку на вулиці Першого травня, 173, квартира 167 та у будинку на вулиці Ярославенка, 22а, квартира № 45. Помер у Львові 20 січня 2004 року. Похований на 50 полі Личаківського цвинтаря.

## Творчість
Працював у галузях декоративного мистецтва (скло, кераміка), скульптури малих форм, станкового (писав портрети, пейзажі) і монументального (роботи виконував у техніках вітража, мозаїки) живопису. Серед робіт:
декоративні тарелі
- «Леся Українка» (1963);
- «Тарас Шевченко» (1963);
- «Іван Франко» (1963);
- «Данило Галицький» (1963);
- «Князь Лев» (1963);
- «Троїсті музики» (1969);
- «Мистецтвознавець, архітектор Роман Липка» (1981);
- «Гетьман Іван Мазепа» (1992);

скульптура малих форм
- «Мати» (1963; Музей етнографії та художнього промислу);
- «Ланкова» (1964; Музей етнографії та художнього промислу);
- «Карась та Одарка» (1967);
- «Веснянки-гаївки» (1967);
- «Українські колядки» (1968; Музей етнографії та художнього промислу);
- «Народна музика» (1969);
- «Лісова пісня» (1971);
- «Свято праці» (1979);

скульптурні композиції
- «Обжинки» (1972);
- «Дерево життя» (1972);
- «Свято серпа» (1972);
- «Пробудження» (1989);

живопис
- «Рідне село» (1949—1957, серія етюдів);
- «Дочка Оксана» (1966, темпера);
- «Сім'я в саду» (1969, темпера);
- «За шахтною горою» (1972);
- «Галя» (1974, темпера);
- «Дочка Люба» (1979, темпера);
- «Богдан Скіба» (1980, темпера);
- «Дружина» (1981);
- «Автопортрет» (1982);
- «Під Берестечком» (1984);
- «В. Колодій» (1987).

Створив також декоративний пласт «Дерево» (1975); медаль «Студентське проєктно-конструкторське бюро — лауреат премії Ленінського комсомолу» (кам'яна маса, емалі, смоли, 1977).
Для оформлення громадських та житлових будівель виконав:
- вітраж «Фауна та флора» (1971, гуртожиток Львівського політехнічного інституту);
- мозаїки (смальта, кам'яна маса) — «Дружба народів», «Жовтень», «Шахтарський край» та «Союз робітників і селян» (1972, разом з Теофілом Максиськом; житлові будинки на площі Жовтня у місті Нововолинську) та «Праця» (1973, автодорожній павільйон у селі Городищі Львівської області);
- рельєф «Лелека» (1975, автодорожній павільйон «Джерел», Молдавська РСР);
- панно — «Дерево життя», «Троянди», триптих «Весна», «Літо» та «Осінь» та декоративні пласти — триптих «Сонце», «Земля» і «Вода» — шамот, кам'яна маса, солі, емалі (1975-1977, у співавторстві; санаторій «Кришталевий», курорт Трускавець, Львівська область);
- декоративне панно «Добробут» (кам'яна маса, солі, смоли, 1978, Львівський виноробний завод);
- декоративна ваза і кашпо (шамо, емалі, 1982, Палац культури заводу імені Володимира Леніна, Львів);
- декоративне панно «Квіти» (рельєф — шамот, емалі), вітражні вставки, декоративні світильники (кам'яна маса, шамот, емалі), кашпо та декоративний фонтан (кам'яна маса, шамот) (1983, у співавторстві, квітковий магазин міста Єдинців Молдавської РСР).

Брав участь в обласних, всеукраїнських, міжнародних мистецьких виставках з 1963 року. Роботи художника експонувалися на Всесвітній виставці в Осаці у 1970 році. Персональні виставки відбулися у Червонограді у 1976 році, Львові у 1982 році.
Крім вище зазначених музеїв роботи зберігаються у Національному музеї українського народного декоративного мистецтва і Музеї гетьманства у Києві.